# Fort Saint-Frédérick
Fort Saint-Frédérick var en fransk fästning belägen vid den dåvarande gränsen mellan Kanada och provinsen New York. Den byggdes 1735-37 och förstördes av sin besättning 1759. 

## Strategisk placering
Fort Saint-Frédérick anlades i södra änden av Lake Champlain, där sjön var som smalast, på en plats kallad Pointe a la Chevelure. Det hade funnits en fransk närvaro där sedan 1700. Genom sin placering behärskade fästningen tillträdet söderifrån till denna strategiskt viktiga sjö, som genom Richelieufloden var förbunden med Saint Lawrencefloden. Lake Champlain var den viktigaste kommunikationsleden mellan Nya Frankrike och New England och otaliga militära expeditioner seglade uppför eller nedför sjön under de fransk-indianska krigen. 

## Storlek
Fästningen bestod av en skans med ett torn i det norra hörnet. I tornet utgjorde varje våningsplan ett batteri. Tornets port hade en vindbrygga och ett dike. Innanför skansens vallar fanns ett kapell, kaserner, en bagarstuga och ett magasin. Utanför vallarna fanns en väderkvarn för att mala den säd som soldaterna odlade i närheten. Fästningen var utrustad med 62 artilleripjäser och hade en besättning om cirka 100 man. 

## Samhällsliv
Fort Saint-Frédérick blev en handelsplats med ett mångkulturellt samhälle av urbefolkning, fransmän, holländare, engelsmän, fångar, slavar och fria. Platsen fungerade som en knutpunkt i ödemarkens transportnät, med förbindelser till Albany, Montréal, Quebéc, Fortet vid Nummer 4 och Boston.

## Övergivande
Fästningen sprängdes av sin egen besättning när den övergavs 1759 inför anmarschen av en överlägsen brittisk truppstyrka.